# عمر عبد الله الكرشمي
 عمر عبد الله الكرشمي من مواليد محافظة صنعاء العام 1964م. وزير الأشغال العامة والطرق السابق في حكومة باسندوة في الفترة  7 ديسمبر 2011 حتى نوفمبر 2014.

## المؤهلات العلمية
1. حصل على شهادة البكالوريوس في الهندسة المدنية من جامعة تكساس في الباسو في الولايات المتحدة الأمريكية عام 1990م

. 
وشارك في عدة دورات تخصصية في عدد من الدول، معظمها في مجال هندسة الطرق
. 
ومنح بالقرار الجمهوري رقم (290) لسنة 2000م درجة وكيل وزارة تقديراً للنجاحات التي حققها في تنفيذ مشاريع الطرق. 

## المناصب التي تولاها
عين مهندساً مدنياً بالهيئة العامة للطرق والجسور عام 1990م. 
عين مهندساً تنفيذياً لمشروع طرق الوحدة قعطبة- الضالع 1990-1991م. 
عين مديراً عاماً لفرع الهيئة العامة للطرق والجسور بمحافظة حضرموت عام 1997م. 
عين وزيراً للأشغال العامة والطرق في التشكيلة الحكومية في 5 إبريل العام 2007م.